# Traian (Brăila)
Traian é uma comuna romena localizada no distrito de Brăila, na região de Muntênia. A comuna possui uma área de 164.40 km² e sua população era de 3636 habitantes segundo o censo de 2007.